# Cantón de Rouillac
El cantón de Rouillac era una división administrativa francesa, que estaba situada en el departamento de Charente y la región de Poitou-Charentes.

## Composición
El cantón estaba formado por dieciséis comunas:
- Anville
- Auge-Saint-Médard
- Bignac
- Bonneville
- Courbillac
- Genac
- Gourville
- Marcillac-Lanville
- Mareuil
- Mons
- Montigné
- Plaizac
- Rouillac
- Saint-Cybardeaux
- Sonneville
- Vaux-Rouillac

## Supresión del cantón de Rouillac
En aplicación del Decreto nº 2014-195 de 20 de febrero de 2014, el cantón de Rouillac fue suprimido el 22 de marzo de 2015 y sus 16 comunas pasaron a formar parte del nuevo cantón de Valle del Nouère.